# Die Nachtschwärmer – The Allnighter
Die Nachtschwärmer – The Allnighter ist eine amerikanische Filmkomödie aus dem Jahr 1987. Der Jugendfilm mit dem Originaltitel The Allnighter entstand unter der Regie und nach einem Drehbuch von Tamar Simon Hoffs, in der Hauptrolle spielte ihre Tochter Susanna Hoffs, welche als Sängerin der Bangles bekannt ist. Weitere Hauptrollen hatten unter anderem Dedee Pfeiffer und Joan Cusack.
In dem Film geht es um drei Collegestudentinnen, von denen eine nach einer abenteuerlichen Nacht ihre wahre Liebe findet.

## Handlung
Die drei Freundinnen Molly, Val und Gina stehen kurz vor dem Abschluss des Colleges. Zu den Freunden der drei Frauen gehören die beiden Surfer Killer und C.J., mit dem Molly eine lose Beziehung pflegt. Während Molly sich bewusst wird, dass sie noch nie eine ernste Beziehung gehabt hatte und dies möglichst schnell ändern will, steckt Val in einer Partnerschaft mit einem Geschäftsmann fest. Gina ist eine Filmstudentin und hält die Geschehnisse konstant mit ihrer Kamera fest.
Nachdem Molly den alternden Rockstar Mickey kennenlernt und zudem C.J. mit einer anderen Frau die große Beachparty besucht, kommt sie zum Schluss, dass Mickey der zukünftige Mann ihrer Träume ist. Sie sucht sein Hotel auf und wird von ihm aber abgewiesen. Derweil erkennt Val, dass sie ihren Verlobten nicht liebt.
In Folge der Ereignisse werden Val und Gina für Prostituierte gehalten und verhaftet. Um die beiden wieder aus dem Gefängnis zu holen, verbündet sich Molly mit C.J. Sobald Val frei ist, löst sie die Verlobung mit ihrem Freund auf. Am Ende erkennt Molly, dass ihre wahre Liebe C.J. ist.

## Produktion
The Allnighter wurde mit einem Budget von etwa einer Million Dollar gedreht. Drehorte des Films waren Whittier und Malibu in Kalifornien. Für Tamar Simon Hoffs war es die erste Spielfilm-Regiearbeit, für ihre Tochter Susanna Hoffs, die als Sängerin der Bangles bekannt ist, sollte es die einzige größere Schauspielrolle bleiben.
Obgleich der Film mit Susanna Hoffs und ihrem Status als „Rockstar“ beworben wurde, werden darin weder Lieder der Bangles gespielt, noch singt Hoffs in einer Szene.

## Rezeption
The Allnighter wurde von der Kritik zerrissen. In einer zeitgenössischen Rezension in der New York Times schrieb Janet Maslin: „Schau dir genug Exploitation-Filme über sonnenhungrige, spaßliebende Teenager an, und du gewöhnst dich an ein gewisses Maß an harmloser Dummheit. Aber selbst nach diesem Maßstab ist The Allnighter außergewöhnlich dämlich. Er handelt von der Nacht vor dem Abschluss an einem College in Kalifornien, wobei jedoch keiner der Studenten klug genug zu sein scheint, um die Fahrschule zu bestehen.“ Von der Kritik aufgegriffen wurde zudem der Fakt, dass Susanna Hoffs eine Sex-Szene spielen musste, während ihre Mutter Regie führte. Der Hollywood Reporter befand, dies grenze an Kindesmissbrauch.